# Robert Rompe

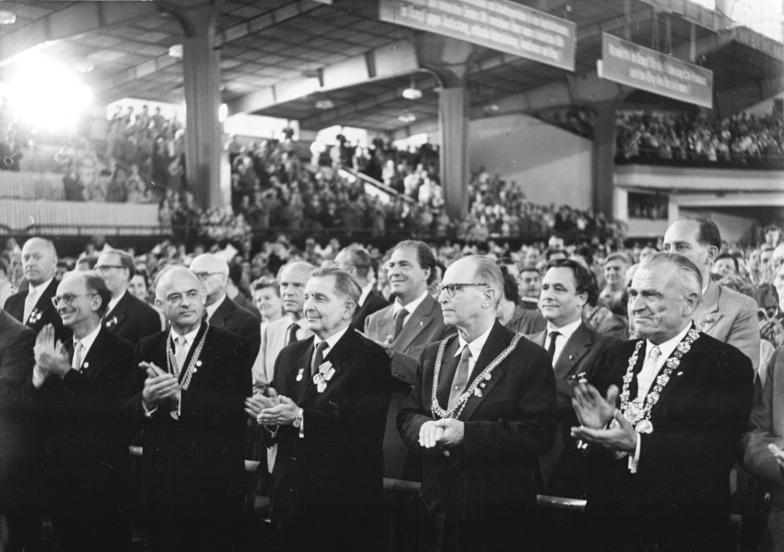
Robert Rompe (erste Reihe, ganz links) 1958 auf dem V. SED-Parteitag

Robert Wilhelm Hermann Rompe (* 10. September 1905 in St. Petersburg; † 6. Oktober 1993 in Berlin-Müggelheim) war ein deutscher Physiker und Widerstandskämpfer gegen den Nationalsozialismus. Er war Mitglied des Zentralkomitees der SED.
Rompe war der Sohn eines deutschen Kaufmanns in St. Petersburg und verbrachte dort seine Kindheit bis zum Ersten Weltkrieg, weshalb er auch fließend Russisch sprach. Er studierte ab 1923 Physik und Fernmeldetechnik in Berlin und promovierte 1930 mit einer spektroskopischen Arbeit bei Peter Pringsheim. Danach arbeitete er bis Kriegsende als wissenschaftlicher Mitarbeiter der Studiengesellschaft für elektrische Beleuchtung der Osram K.G. in Berlin. Dort veröffentlichte er Beiträge zur Lichterzeugungstechnik und beteiligte sich an der Entwicklung energiesparender Lichtquellen und spezieller Höchstdrucklichtquellen. Er gilt als Erfinder der Quecksilber-Höchstdrucklampe.
Rompe trat 1932 in die KPD ein. Schon zuvor und bis 1935 war er für den BB-Apparat (KPD-Nachrichtendienst, Industriespionage) und für die GRU tätig. Von 1933 bis 1936 gehörte er der illegalen Gruppe von Hermann Ulfert an, später hatte er auch Kontakte zu anderen Widerstandsgruppen. In der Zeit von 1935 bis 1945 wurde er mehrfach kurzzeitig inhaftiert und verhört. Von 1939 bis 1945 war Rompe als Biophysiker in der Abteilung für Genetik des Kaiser-Wilhelm-Instituts für Hirnforschung in Berlin-Buch tätig.
1945 übernahm er die Leitung der Hauptabteilung für Hochschulen und wissenschaftliche Institutionen in der Zentralverwaltung für Volksbildung, die er bis 1949 innehatte. In dieser Funktion war er für den Aufbau und die Tätigkeit der Einrichtungen verantwortlich und prägte die Wissenschaftslandschaft vor Gründung der DDR entscheidend. Er gehörte als Mitglied des Parteivorstandes der SED (bis 1949) zu den einflussreichsten Wissenschaftlern und Wissenschaftsorganisatoren der SBZ.

Grab der Familie Rompe in Kloster auf Hiddensee

Gleichzeitig war er ab 1946 Ordinarius und bis 1968 Direktor des II. Physikalischen Instituts an der Humboldt-Universität zu Berlin. 1949 übernahm er außerdem bis 1970 die Leitung des Physikalisch-Technischen Instituts der wiedergegründeten Deutschen Akademie der Wissenschaften (DAW). Hier baute er einen Kreis profilierter Wissenschaftler auf, aus denen später auch Professoren hervorgegangen sind wie Klaus Thiessen, Marion Asche u. a. Zugleich leitete er von 1950 bis 1958 das Akademie-Institut für Strahlungsquellen, an dem seit 1953 auch der spätere Gründer des ersten Instituts für Regelungstechnik im deutschsprachigen Raum Heinrich Kindler (Dresden) tätig war.
Für seine Leistungen erhielt er 1951 den Nationalpreis 2. Klasse. 1953 wurde er Akademiemitglied und war dann Vorsitzender der neu gegründeten Klasse Physik. Diese entstand durch sein maßgebliches Wirken aufgrund einer Denkschrift von 1953.
Rompe verlor Anfang der 1950er Jahre im Zusammenhang mit der Noel-Field-Affäre alle politischen Ämter, wurde jedoch nach Stalins Tod vollständig rehabilitiert und bekleidete erneut hohe Funktionen. 1955 wurde er stellvertretender Vorsitzender des Wissenschaftlichen Rates der DDR, 1957 bis zur Auflösung 1990 außerdem Mitglied des neu gegründeten Forschungsrates, ab 1979 auch Ehrenmitglied. Seit 1958 war er Mitglied des ZK der SED, bis zu seiner Emeritierung 1970 leitete er das Zentralinstitut für Elektronenphysik der DAW. 1963–1968 war er stellvertretender und amtierender Generalsekretär der Akademie. In diesen Zeitabschnitt fällt auch seine enge Zusammenarbeit mit Ulrich Hofmann, dem späteren Vizepräsidenten und 1. Vizepräsidenten (1970 bis 1990) der AdW.
Wissenschaftlich leistete Rompe Herausragendes auf dem Gebiet der Plasmaphysik, politisch gilt er als Schlüsselfigur für die Organisation der physikalischen Bildungs- und Forschungseinrichtungen in der Frühzeit der DDR. Sein Nachlass lagert im Archiv der Berlin-Brandenburgischen Akademie der Wissenschaften. Er war mit Franz Xaver Eder Herausgeber der Hochschulbücher für Physik.
Rompe lebte in Berlin-Müggelheim. Er besaß ein Anwesen mit einem Wohnhaus in Kloster auf Hiddensee, wohin er sich zur Erholung zurückzog und wo er seit Mitte der 1980er Jahre auch lebte. Auf seinen Wunsch wurde er auf Hiddensee begraben.
Sein Stiefsohn Arthur Alexander ‚Aljoscha‘ Rompe war Begründer und Sänger der DDR-Punkband Feeling B.